# Amblyterus bundabergensis
Amblyterus bundabergensis är en skalbaggsart som beskrevs av Phillip B. Carne 1958. Amblyterus bundabergensis ingår i släktet Amblyterus och familjen Rutelidae. Inga underarter finns listade i Catalogue of Life.